# Dernbach, Neuwied
Dernbach là một đô thị thuộc huyện Neuwied, trong bang Rheinland-Pfalz, phía tây nước Đức. Đô thị Dernbach, Neuwied có diện tích 5,48 km², dân số thời điểm ngày 31 tháng 12 năm 2006 là 1046 người.